# Межигаї
Межигаї — селище в Україні, у Рогатинській міській громаді Івано-Франківського району Івано-Франківської області, До 2020 орган місцевого самоврядування — Явченська сільська рада.
Населення становить 19 осіб (станом на 2001 рік). Селище розташоване на півночі району.

## Географія
| Клімат Мижигаїв         | Клімат Мижигаїв | Клімат Мижигаїв | Клімат Мижигаїв | Клімат Мижигаїв | Клімат Мижигаїв | Клімат Мижигаїв | Клімат Мижигаїв | Клімат Мижигаїв | Клімат Мижигаїв | Клімат Мижигаїв | Клімат Мижигаїв | Клімат Мижигаїв | Клімат Мижигаїв |
| Показник                | Січ.            | Лют.            | Бер.            | Квіт.           | Трав.           | Черв.           | Лип.            | Серп.           | Вер.            | Жовт.           | Лист.           | Груд.           | Рік             |
| Середній максимум, °C   | −1,1            | 0,3             | 5,3             | 13,1            | 19,0            | 22,1            | 23,5            | 23,0            | 18,7            | 13,0            | 5,8             | 0,9             | 12,0            |
| Середня температура, °C | −4              | −2,4            | 1,8             | 8,4             | 13,7            | 16,8            | 18,2            | 17,6            | 13,7            | 8,5             | 2,9             | −1,5            | 7,8             |
| Середній мінімум, °C    | −6,8            | −5,1            | −1,7            | 3,7             | 8,5             | 11,6            | 12,9            | 12,2            | 8,7             | 4,0             | 0,0             | −3,9            | 3,7             |
| Норма опадів, мм        | 34              | 34              | 37              | 51              | 80              | 94              | 96              | 74              | 56              | 41              | 40              | 44              | 681             |
| ----------------------- | --------------- | --------------- | --------------- | --------------- | --------------- | --------------- | --------------- | --------------- | --------------- | --------------- | --------------- | --------------- | --------------- |
| Джерело:                |                 |                 |                 |                 |                 |                 |                 |                 |                 |                 |                 |                 |                 |

## Історія
12 червня 2020 року, відповідно до Розпорядження Кабінету Міністрів України  № 714-р «Про визначення адміністративних центрів та затвердження територій територіальних громад Івано-Франківської області», увійшло до складу Рогатинської міської громади.
19 липня 2020 року, в результаті адміністративно-територіальної реформи та ліквідації Рогатинського району, селище увійшло до складу новоутвореного Івано-Франківського району.

## Населення
Станом на 1989 рік у селищі проживали 35 осіб, серед них — 13 чоловіків і 22 жінки.
За даними перепису населення 2001 року у селищі проживали 19 осіб. Рідною мовою назвали:
| Мова       | Кількість осіб | Відсоток |
| ---------- | -------------- | -------- |
| українська | 19             | 100,00 % |